# Protocalliphora chrysorrhoea
Protocalliphora chrysorrhoea is een vliegensoort uit de familie van de bromvliegen (Calliphoridae). De wetenschappelijke naam van de soort is voor het eerst geldig gepubliceerd in 1826 door Meigen.